# 森屋駅
森屋駅（もりやえき）は、岐阜県岐阜市鹿島町にあった、名古屋鉄道鏡島線の駅。
鏡島線の中間点に近く、当駅折り返しの電車が多く設定されていた。2014年4月時点では岐阜乗合自動車・森屋バス停が公共交通機関の輸送手段として該当する。

## 歴史
鏡島線が美濃電気軌道の路線として1924年に開通したのに合わせて開業した。はじめは全区間とも専用軌道であったが、のちに千手堂駅から当駅までの区間は併用軌道に変更されている。戦時中の1944年には当駅から先、鏡島駅までの区間が不要不急路線に指定され、休止される。同区間は戦後に順次再開されたものの、すでに沿線地域にはモータリゼーションの波が押し寄せていた。鏡島線はそのあおりを受けて1964年に全線が廃止。それにともない当駅も廃駅となった。
- 1924年（大正13年）4月21日 - 美濃電気軌道鏡島線の千手堂駅 - 鏡島駅間の営業開始と同時に開業[6][7]。
- 1930年（昭和5年）8月20日 - 美濃電気軌道が名古屋鉄道（初代。同年中に名岐鉄道に改称し、1935年より名古屋鉄道に再改称）に合併。同社の鏡島線の駅となる[7]。
- 1944年（昭和19年）12月11日 - 当駅 - 鏡島駅間が不要不急路線に指定され休止[4]。
- 1950年（昭和25年）
  - 6月10日 - 併用軌道化の工事のため、千手堂駅から当駅までが休止[8]。道路が拡幅され、専用軌道から道路中央の併用軌道に変更[4]。
  - 7月11日 - 工事が完了し、営業再開[8]。
- 1953年（昭和28年）8月16日 - 当駅 - 弘法口駅の営業再開[8]。
- 1964年（昭和39年）10月4日 - 鏡島線の廃止により廃駅となる[7][9]。

## 駅構造
- 相対式2面2線の乗り場を持ち、交換施設を有していた[1]。鏡島線は単線であったため、列車交換は当駅で行われていた[1]。
- 南側（下り側）には小規模な駅舎があった[10]。跡地は商業施設となっている。（2014年時点ではイー・ケアデイサービスかしまの杜）[11]

## その他
- 鏡島線は当駅までが市内運賃であった。

## 隣の駅
名古屋鉄道
鏡島線
市民病院前駅 - 森屋駅 - 東鏡島駅